# František Majer (fotbalista)
František Majer (* 1938, Ústí nad Labem) je bývalý český fotbalista, útočník.

## Fotbalová kariéra
V československé lize hrál za RH Brno, Spartak Ústí nad Labem a Spartak ZJŠ Brno. Nastoupil v 95 ligových utkáních a dal 11 ligových gólů. V Poháru vítězů pohárů nastoupil ve 3 utkáních a v Veletržním poháru ve 2 utkáních. V juniorské reprezentaci nastoupil ve 4 utkáních a dal 1 gól a za reprezentační B-tým nastoupil ve 2 utkáních.

## Ligová bilance
| Ročník                                   | Zápasy | Góly | Klub                   |
| ---------------------------------------- | ------ | ---- | ---------------------- |
| 1. československá fotbalová liga 1957/58 | 19     | 0    | RH Brno                |
| 1. československá fotbalová liga 1958/59 | 7      | 0    | RH Brno                |
| 1. československá fotbalová liga 1958/59 | 13     | 5    | Spartak Ústí nad Labem |
| 1. československá fotbalová liga 1959/60 | 21     | 2    | RH Brno                |
| 1. československá fotbalová liga 1960/61 | 22     | 3    | RH Brno                |
| 1. československá fotbalová liga 1962/63 | 7      | 1    | Spartak ZJŠ Brno       |
| 1. československá fotbalová liga 1963/64 | 6      | 0    | Spartak ZJŠ Brno       |
| CELKEM 1. liga                           | 95     | 11   |                        |